# جيم دولان
جيم دولان (بالإنجليزية: Jim Dolan)‏ هو نحات أمريكي، ولد في 1949 في كاليفورنيا في الولايات المتحدة.

## معرض صور

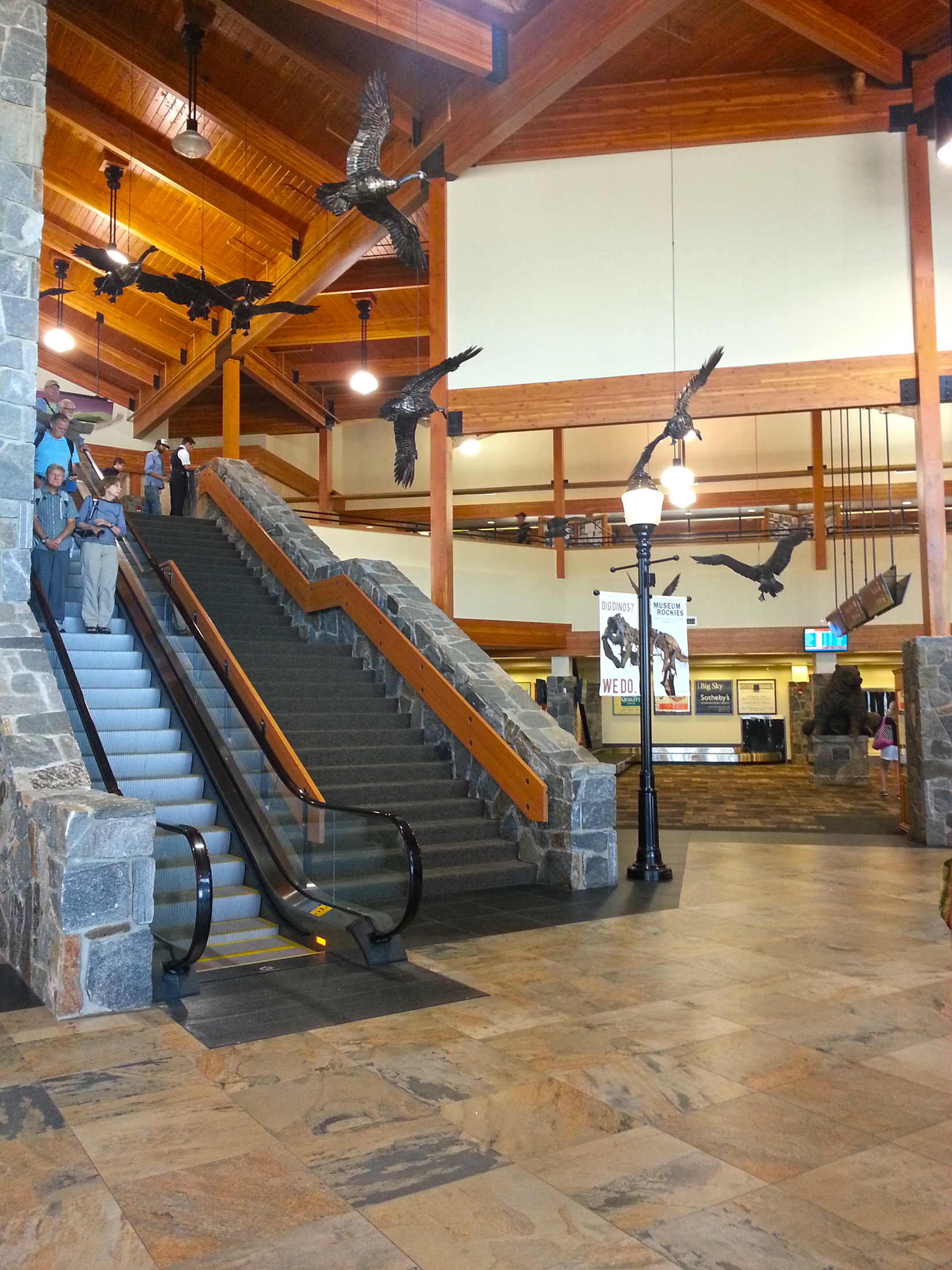